# Big Japan Pro Wrestling
Big Japan Pro Wrestling (BJW) es una promoción japonesa de lucha libre profesional creada en 1995. Es especialmente popular por sus combates de estilo deathmatch.

## Historia

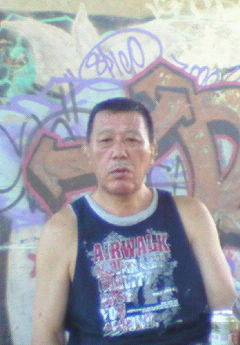
BJW Chairman,Great Kojika.

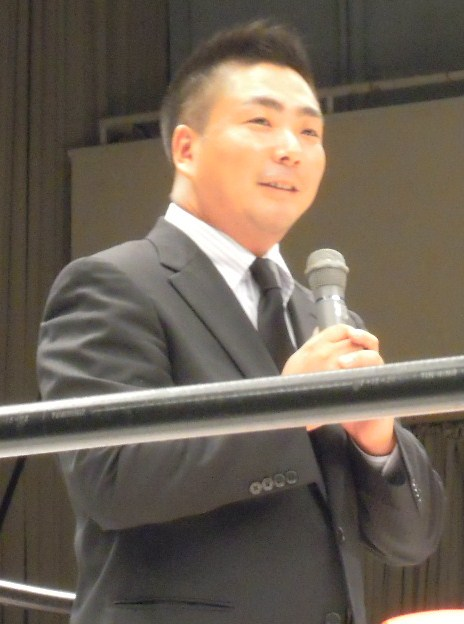
BJW owner,Eiji Tosaka.

Big Japan Pro Wrestling fue creada en marzo de 1995 por los antiguos luchadores de AJPW Shinya Kojika y Kendo Nagasaki, durante la época de esplendor de los deathmatches en Japón. Nagasaki abandonó la compañía en 1999, mientras que Shinya sigue siendo a día de hoy presidente de la empresa.
La promoción siguió los pasos de organizaciones como Frontier Martial-Arts Wresting e International Wrestling Association of Japan, que popularizaron el violento, duro y sangriento estilo de lucha conocido como deathmatch. Estos combates están generalmente repletos de armas, usando desde los objetos "tradicionales" como sillas y mesas a otros objetos más "extremos" que normalmente no suelen aparecer en las veladas de lucha libre (clavos, chinchetas, tubos fluorescentes e incluso objetos ardiendo). El alambre de espino se emplea habitualmente en este tipo de combates, enredado en otros objetos, tendido en el suelo alrededor del ring, liado en torno a las cuerdas del ring e incluso sustituyendo a estas. 
En sus primeros años, BJW no podía competir con los presupuestos de sus rivales, lo que les llevó a crear nuevos tipos de combate, que ayudaran a camuflar sus deficiencias económicas. Algunos de estos combates son:
- Circus Deathmatch: sobre el ring se coloca un andamio y bajo este una especie de red de circo hecha a base de alambre de espino. Cuando un luchador cae del andamio es atrapado por esta red. Después de que un luchador o luchadores hayan sido atrapados, esta se corta para que el combate continué ya en la lona.
- Piranha Deatmatch: Con alambre de espino en torno a las esquinas, en el centro del ring se coloca un estanque de agua lleno de pirañas. Para vencer hay que sumergir al rival dentro del tanque durante diez segundos.
- Scorpion Deatmatch: Combate similar al anterior, pero el alambre de espino es sustituido por cactus y las pirañas por escorpiones.
- Cocodrile Deathmatch: Dos luchadores compiten en cualquier modalidad de deathmatch y el perdedor pasará a luchar contra un cocodrilo. Este tipo de combate solo se ha realizado una vez entre Shadow WX y Mitsushiro Matsunaga.
- Fire Stone Deathmatch: Tanto dentro como fuera del ring se colocan calentadores eléctricos envueltos en alambre de espino. El combate se gana por pinfall.

Aparte de este tipo de combates, BJW puso en juego títulos de un estilo más tradicional. Aunque actualmente solo siguen activos el BJW Deathmatch Heavyweight Championship y el BJW World Tag Team Championship.

## Enfrentamientos con otras promociones
BJW ha tenido rivalidades con New Japan Pro Wrestling (NJPW) y Combat Zone Wrestling (CZW). La intención de estos feudos (en kayfabe) ha sido mejorar los ingresos de las dos compañías. A finales de 1996 y principios de 1997, BJW comenzó su disputa con NJPW. Siendo como era una promoción relativamente nueva, BJW necesitaba de una importante publicidad mediática. NJPW se mostró de acuerdo, lo que permitiría a los luchadores de BJW aparecer en los eventos de la compañía y usar la popularidad de NJPW para darse a conocer entre los aficionados. En compensación, BJW debía salir derrotada del feudo y perder la mayoría de los combates entre ambas promociones, mostrando la fortaleza de NJPW en un interesante enfrentamiento entre dos estilos de lucha diferentes.
En la entrada del año 2000, se puso en marcha el feudo con CZW. Combat Zone Wrestling era una promoción novata en Estados Unidos, enfocada a un estilo de lucha extremo. Los luchadores de las dos empresas se enfrentaron entre sí tanto en Japón como en los Estados Unidos. Durante esta rivalidad la principal estrella de BJW, Tomoaki Honma, se marcharía para fichar por All Japan Pro Wrestling.

## Campeonatos

### Actuales
| Campeonato                                             | Campeón                                    | Fecha                    | Dias | Lugar           | Anterior campeón   |
| ------------------------------------------------------ | ------------------------------------------ | ------------------------ | ---- | --------------- | ------------------ |
| BJW Deathmatch Heavyweight Championship                | Ryuji Ito                                  | 16 de marzo de 2020      | 1821 | Yokohama Japón  | Abdullah Kobayashi |
| BJW World Tag Team Championship                        | (Daisuke Sekimoto y Kohei Sato)            | 18 de diciembre de 2019  | 1910 | Yokohama, Japón | Vacante            |
| BJW Junior Heavyweight Championship                    | Yuya Aoki                                  | 15 de septiembre de 2019 | 2038 | Yokohama, Japón | Tajiri             |
| BJW Strong World Heavyweight Championship              | Daichi Hashimoto                           | 4 de noviembre de 2019   | 1954 | Tokio, Japón    | Kohei Sato         |
| Yokohama Shopping street six-man Tag Team Championship | Akira Hyodo,Daisuke Sekimoto & Takuho Sato | 3 de octubre de 2019     | 1986 | Asahikawa,Japón | Vacante            |

### Inactivos
- BJW World Heavyweight Champion: Men's Teioh
- BJW World Junior Heavyweight Champion: Homicide
- BJW World Women's Champion: Kaori Yoneyama
- BJW World 8-Man Scramble Champion: The Great Kojika

### Antiguos
- FMW/WEW Hardcore Tag Team Champions: Kengo Mashimo y Ryuichi Sekine